# Regionalna Dyrekcja Lasów Państwowych we Wrocławiu
Regionalna Dyrekcja Lasów Państwowych we Wrocławiu – jedna z 17 Regionalnych Dyrekcji Lasów Państwowych w Polsce. 

## Charakterystyka
RDLP Wrocław obejmuje lasy z województwa dolnośląskiego, opolskiego, wielkopolskiego i lubuskiego o powierzchni 557 712,25 ha (powierzchnia leśna: 540 263,93 ha, powierzchnia nieleśna: 17 448,32 ha. Dzieli się na 33 nadleśnictwa: Bardo Śląskie, Bolesławiec, Bystrzyca Kłodzka, Chocianów, Głogów, Henryków, Jawor, Jugów, Kamienna Góra, Lądek Zdrój, Legnica, Lubin, Lwówek Śląski, Międzylesie, Miękinia, Milicz, Oborniki Śląskie, Oleśnica Śląska, Oława, Pieńsk, Przemków, Ruszów, Szklarska Poręba, Śnieżka, Świdnica, Świeradów-Zdrój, Świętoszów, Wałbrzych, Węgliniec, Wołów, Zdroje, Złotoryja, Żmigród.